# Òxil
Segons la mitologia grega, Òxil (en grec antic: Ὄξυλος, Òxylos) va ser un heroi, fill d'Ares i de Protogenia, per tant net de Calidó i besnet de l'heroi Etol. Una altra versió el fa fill d'Hemó i també descendent de Calidó.
Amb Òxil s'explica la llegenda del retorn a l'Èlida dels descendents d'Etol. La tradició diu que Etol, originari de l'Èlida, al Peloponnès, va haver d'abandonar la seva pàtria, i que al nord del golf de Corint, al país dels curets, va aconseguir un reialme que després va anomenar Etòlia. Òxil va matar el seu germà Termi accidentalment, quan llançava el disc. Va haver d'abandonar el país i per això es va refugiar a Etòlia. Quan es va complir el temps fixat pel seu exili, un any, va posar-se en camí per tornar a l'Èlida, i va arribar en el moment en què els Heraclides esperaven, segons les indicacions d'un oracle, trobar un guia de "tres ulls" que els conduís al Peloponès. Òxil, que havia perdut un ull per una ferida d'una fletxa, es va presentar dalt d'un cavall, o d'un ase, i els Heràclides entengueren que era l'home providencial. Van demanar-li que els portés al Peloponès. Ell acceptà de guiar-los amb la condició que el nomenessin rei de l'Èlida, país dels seus avantpassats. Però va tèmer que els Heràclides veiessin la bellesa de l'Èlida i no volguessin cedir-la, i els va conduir cap a l'Arcàdia. Quan els Heràclides es van haver repartit els territoris conquerits, Òxil es va situar a les fronteres de l'Èlida amb els seus etolis i va desafiar el rei Eleu. En estar molt igualades les forces dels dos bàndols, van decidir fer un combat singular. El bàndol dels eleus va escollir com a campió un arquer anomenat Degmen. Els etolis van triar un foner, Pirecmes. Aquest últim es va endur la victòria i Òxil va recuperar l'Èlida i el tron del seu avantpassat Endimió. Va permetre que els seus habitants conservessin les terres que tenien, però també hi instal·là colons etolis que es van barrejar amb els eleus. Va ser recordat com un governant just i benigne. Es va casar amb Pièria i va tenir dos fills, Etol el jove i Laias. Etol el jove va morir aviat, i va ser enterrat sota una porta de la ciutat d'Elis, lloc per on passava un camí sagrat. Es va fer així perquè l'oracle havia ordenat que no s'enterrés al nen "ni dins de la ciutat ni fora d'ella". Laias va succeir el seu pare.